# Teucrium mateoi
Teucrium mateoi là một loài thực vật có hoa trong họ Hoa môi. Loài này được Solanas, M.B.Crespo & De la Torre miêu tả khoa học đầu tiên năm 1993.